# Sussex hercege
A Sussex hercege önálló nemesi cím az Egyesült Királyság főnemességi rendszerében, egyike a királyi hercegi címeknek. Ahogy a legtöbb brit királyi családi cím, így ez is örökletes cím. Kétszer hozták létre, és Anglia történelmi megyéjéről, Sussex-ről kapta a nevét.
Először 1801-ben hozták létre, de 1843-ban megszűnt, majd II. Erzsébet királynő újraélesztette a címet, amikor 2018. május 19-én unokájának, Henrik királyi hercegnek adományozta azt. Az adományozás közvetlenül a herceg esküvője előtt történt, ezért felesége az esküvővel Sussex hercegnéje lett.

## Története
A Sussexhez kapcsolódó cím először az angolszász Sussex Királysággal (jelentése déli szászok) jelent meg. Egbert wessexi király 827-ben elfoglalta. A királyi oklevelekben Sussex uralkodóit néha ealdormen-nek vagy latinul duces-nek nevezték, amelyet néha hercegnek fordítanak. Ez a korai használat az angolszász uralkodókhoz kötődik, és tükrözi a későbbi hercegi címek alapjait, amelyek a brit történelem során megjelentek.

### Első létrehozás (1801)
A Sussex hercege címet először 1801. november 24-én adományozták Ágost Frigyes királyi hercegnek, III. György király hatodik fiának. A Sussex hercege ( 1801) cím al– vagy mellék címei: Inverness grófja és Arklow bárója. A hercegi cím 1843-ban Augustus Frederick herceg halálával kihalt.
Ágost Frigyes herceg Lady Augusta Murray-jal kötött házasságot, de ehhez nem kérte ki az uralkodó engyedélyét. Ezért házasságukat az 1772-es Királyi Házasságokról szóló törvény értelmében érvénytelenítették. Mivel a házasságuk érvénytelen volt, így egyetlen fia, Augustus Frederick (Hannover, majd d'Este) nem örökölhette apja címeit. Lánytestvéréhez – Augusta Emma – hasonlóan gyermektelenül halt meg.
1831. május 2-án Ágost Frigyes herceg másodszor is megnősült, ismét uralkodói engedély nélkül. Ezúttal Lady Cecilia Gore-t vette feleségül, aki a házasság révén nem vált legitim feleséggé, így nem fogadták el őt az udvarnál. 1840. március 30-án azonban Viktória királynő saját jogán megadta Lady Ceciliának az Inverness hercegnője címet.

### Második létrehozás (2018)
2018-ban a Sussex hercege címet újra létrehozták ( 2018), és Henrik királyi hercegnek, II. Erzsébet királynő unokájának és az előző herceg ötöd-generációs unokaöccsének adományozta esküvője alkalmából. 2018. május 19-én, az esküvő napján jelentették be, hogy Harry Angliában a Sussex hercege, Skóciában a Dumbarton grófja, Észak-Írországban pedig a Kilkeel bárója címet kapja meg.
2019-ben megszületett a hercegség és a többi cím örököse, sussexi Archie királyi herceg, Dumbarton grófja.

## Sussex hercegei
| Herceg | Portré                    | Született                                                                            | Házasság(ok)                                                                                        | Meghalt                     |
| --- | ------------------------- | ------------------------------------------------------------------------------------ | --------------------------------------------------------------------------------------------------- | --------------------------- |
| Ágost Frigyes királyi herceg Hanover-ház 1801–1843 Inverness grófja és Arklow bárója (1801)}}                                                               | Prince Augustus Frederick | 1773. január 27. III. György brit király és Mecklenburg–Strelitzi Zsófia Sarolta fia | 1793. április 4. Lady Augusta Murray 2 gyerek 1831. május 2. Lady Cecilia Underwood]] nem volt utód | 1843. április 21. 70 évesen |
| Mindkét házassága érvénytelen volt, így gyermekei törvénytelenek voltak, és nem nyerhették el a címeit; így ennek megfelelően halálával minden címe kihalt. |                           |                                                                                      | |                             |
| Henrik királyi herceg Windsor-ház 2018– Dumbarton grófja és Kilkeel bárója (2018)                                                                           | Prince Harry              | 1984. szeptember 15. III. Károly brit király és Lady Diana Frances Spencer fia       | 2018. május 19. Meghan Markle két gyerek                                                            |                             |

## Fordítás
- Ez a szócikk részben vagy egészben  a   Duke of Sussex című angol Wikipédia-szócikk ezen változatának fordításán alapul.  Az eredeti cikk szerkesztőit annak laptörténete sorolja fel. Ez a jelzés csupán a megfogalmazás eredetét és a szerzői jogokat jelzi, nem szolgál a cikkben szereplő információk forrásmegjelöléseként.